# Bonifacio Ruiz de los Llanos
Manuel Bonifacio Ruiz de los Llanos (Salta, Virreinato del Río de la Plata, 15 de junio de 1791 - Payogasta, 28 de septiembre de 1870) fue un militar que actuó en el Ejército Auxiliar del Norte durante la guerra gaucha, movimiento independentista de las Provincias Unidas del Río de la Plata. Esta contienda revolucionaria se libró contra los realistas fieles a la Corona de España en el norte de la Argentina y lo que hoy es el sur de Bolivia entre 1810 y 1825.

## Biografía
Ruiz de los Llanos nació en Salta el 15 de junio de 1791, siendo sus padres Ventura Ruiz de Llanos y Berdeja y Petrona Villada y Ríos.
Comenzó la carrera de las armas en septiembre de 1811 en el "Regimiento de Patricios de Salta", que comandaba el teniente 1.º Rudecindo Alvarado, con el que se incorporó al Ejército del Norte. Fue custodio del coronel Juan Martín de Pueyrredón cuando éste traía los caudales de Potosí. En Nazareno combatió al lado del coronel Eustoquio Díaz Vélez, y en Jujuy se distinguió al atravesar las filas enemigas, mayores en número, para reunirse con el general Manuel Belgrano, que retrocedía hacia el sur.
Participó en la batalla de Tucumán, a las órdenes del Barón de Holmberg, y luego en las batallas de Salta, Vilcapugio y Ayohúma.
A partir de 1815 se incorporó al "Regimiento de Dragones Infernales", unidad que creó el entonces coronel Martín Miguel de Güemes. En 1816 sirvió con sus gauchos al comandante de la Puna, el Marqués de Yavi, coronel mayor Juan José Feliciano Fernández Campero, desempeñándose como Jefe de Avanzadas de las tropas libertarias. Por aquellos días, su división fue sorprendida por la caballería enemiga a cargo del coronel Guillermo Marquiegui, quien tomó prisionero a su jefe. Ruiz de los Llanos, luego de este tremendo choque, le cedió generosamente a Fernández Campero su caballo y luego una mula ensillada, para que huyera del fuego enemigo. Pero el esfuerzo fue en vano, pues cayeron presos del ejército realista el marqués, su segundo el coronel Isidro Quesada, treinta oficiales y trescientos combatientes gauchos.
Fue ascendido a teniente primero, con el mando de segundo jefe del escuadrón Gauchos del Valle de Cachi. Posteriormente, Ruiz de los Llanos fue trasladado al "Comando de los Infernales" como capitán, a cuyo frente participó en las acciones contra el general realista José de La Serna. En un parte con fecha del 25 de abril de 1817, remitido al general Manuel Belgrano, Güemes expresó textualmente:

(...) No puedo pasar en silencio sin recomendar la conducta y valor militar del Segundo Comandante de la División del Valle don Bonifacio Ruiz de los Llanos, quien con treinta soldados de su mando logró en un avance matarle diez hombres, y quitarles algunas armas con pérdida de dos muertos, y un herido, según me acabo de informar por el último parte (...)

En 1818, al mando de las tropas del marqués encarcelado por los realistas, marchó a la Puna, habiéndose distinguido en el Combate de Acoyte en el que tomó 40 prisioneros, haciéndose acreedor por su conducta militar de la honrosa distinción de "El Intrépido", mote con que lo calificó el teniente coronel José Gregorio López en los partes oficiales publicados en aquella época. En agosto de 1819 fue nombrado Comandante del "2.º Escuadrón de Gauchos del Valle de Cachi". Güemes, en su carácter de "General en Jefe del Ejército de Observación del Perú", le otorgó el 15 de agosto de 1820 los despachos de coronel graduado.
Este oficial de honor tuvo el privilegio, por su lealtad, de ser uno de los capitanes que rodearon al "héroe gaucho" en sus últimos instantes, en la noche de su muerte, el 17 de junio de 1821.
Continuó prestando servicios en las líneas de avanzada hasta la terminación de la Guerra de la Independencia, recibiendo en 1826 los despachos de coronel efectivo del Ejército Argentino.
Años más tarde, participó en la guerra civil de la época de la Coalición del Norte. Tomó partido en el bando de los federales, partidarios de Juan Manuel de Rosas, por lo que en 1841 fue hecho prisionero por las fuerzas unitarias, siendo reemplazado por el coronel Florentín Santos de León.
Después de este hecho, se retiró del servicio activo, solicitando su baja definitiva en 1852, luego de haberle sido entregado el decreto firmado por el entonces Presidente de la Confederación Argentina, Justo José de Urquiza que lo ascendía a coronel mayor, pasando a revestir en la Plana Mayor Pasiva. En 1855 el Gobierno de la Confederación lo reincorporó y asumió al Estado Mayor con el grado de coronel mayor, equivalente en esa época el de general, obteniendo su baja definitiva en 1862.
Estaba casado con Buenaventura San Roque, hija del capitán Francisco Nicolás García de San Roque y de Polonia Solaligue y Plaza.
Retirado a la vida privada, este jefe militar falleció en Payogasta, Cachi, el 28 de septiembre de 1870.
Una localidad de la provincia de Salta —también conocida como El Tala— y una calle de la ciudad de Buenos Aires llevan su nombre.